# Schuler Dezső
Schuler Dezső (Budapest, 1927. november 15. – 2020. szeptember 9.) Széchenyi-díjas magyar orvos, gyermekgyógyász, onkológus, egyetemi tanár, a Semmelweis Egyetem II. Sz. Gyermekgyógyászati Klinikájának emeritus professzora. 

## Életpályája
1945-ben a Magyar Kegyes Tanítórend Budapesti Gimnáziumában érettségizett. A második világháború után iratkozott be a Pázmány Péter Tudományegyetemre (ma Eötvös Loránd Tudományegyetem), majd az abból kivált Budapesti Orvostudományi Egyetemen avatták orvossá 1951. augusztus 14-én. Tudományos pályafutását Petényi Géza akadémikus mellett kezdte 1954-ben. Hatvanhat évig volt a SOTE II. Sz. Gyermekgyógyászati Klinikájának munkatársa. 1975-ben egyetemi tanár lett és 1976 és 1994 között a Gyermekklinika igazgatója volt. Ezzel párhuzamosan – 1976 és 1997 között – az Országos Csecsemő- és Gyermekegészségügyi Intézet vezetője és igazgatói pozícióját is betöltötte. A Nemzetközi Gyermekonkológiai Társaság (SIOP) elnöke is volt. 1971-ben megalapította a Magyar Gyermekonkológiai Hálózatot, melynek Szombathelyen, Pécsett, Szegeden, Debrecenben, Miskolcon és Budapesten voltak központjai.
Felesége Gláz Ágnes (1927–2020) gyermekorvos volt, Gláz Edit (1926–2020) endokrinológus, egyetemi tanár húga. Két gyermekük született: Schuler Ágnes (1954) gyermekorvos és Schuler László (1957).

## Díjai, elismerései
- Bókay János-emlékérem (1979)
- Batthyány-Strattmann László-díj (1994)
- Fényes Elek-emlékérem (1998)
- Sanofi-életműdíj (2004)
- Eötvös József-koszorú (2005)
- Széchenyi-díj (2008)
- Kemény Pál-díj (2013)